# Esteban de Bizancio
Esteban de Bizancio (en griego medieval: Στέφανος Βυζάντιος Stéphanos Byzántios) fue un lexicógrafo griego del siglo VI, autor de un importante diccionario o índice geográfico-étnico-filológico llamado Ethnika (Εθνικά). Del diccionario en sí sobreviven pocos fragmentos, pero existe un epítome compilado por Hermolao.

## Biografía

Imperio bizantino (en naranja) en la época de Esteban.

Nada se conoce sobre la vida de Esteban, salvo que fue un gramático de Constantinopla. No fue un geógrafo (no hace uso directo de la obra de Ptolomeo) ni un historiador. Era cristiano y vivió después de los tiempos de Arcadio y Honorio y antes de Justiniano II. Escritores posteriores no dan información sobre él. Su interés principal fue la correcta formación de adjetivos étnicos, para lo que se valía de dos criterios: regularidad morfológica y uso regional. 
El epítome de Hermolao registra sesenta libros, donde menciona por orden alfabético, las localidades y los adjetivos derivados de sus nombres. Su diccionario geográfico, basado en documentación de autores más antiguos, le proporcionó mucha fama en su tiempo. Existen desacuerdos sobre la fecha en que desarrolló su trabajo, pero parece probable situarlo al comienzo del siglo VI d. C., en tiempos de Justiniano I.

## LaEthnika(Ἐθνικά)
Aun como resumen, la Ethnika es de enorme valor informativo sobre la geografía, la mitología y las prácticas religiosas de la Antigua Grecia. Casi todos los artículos del epítome tienen referencias a un escritor de la antigüedad, para atestiguar el nombre de los lugares que se mencionan. De los fragmentos que existen deducimos que el original contenía considerables citas de los autores antiguos al igual que muchos detalles de interés: topográficos, históricos, mitológicos, etc. Esteban cita a Artemidoro, Polibio, Elio Herodiano, Heródoto, Tucídides, Filón de Biblos, Jenofonte, Estrabón, Dionisio Periegeta, Hecateo de Mileto y otros autores.

## Ediciones
Los fragmentos del epítome conservados fueron usados por Eustacio de Tesalónica y también en el Etymologicum Magnum y en la Suda. La Éthnika se conserva en gran número de manuscritos, principalmente del Renacimiento. La última copia del original fue la de Constantino Porfirogéneta (en griego: Κωνσταντίνος Ζ΄ Πορφυρογέννητος, Kōnstantinos VII Porphyrogennētos: "nacido en la púrpura"), en su obra De administrando imperio (Sobre la administración del Imperio), Cap. 23 (artículo Ίβηρίαι δύο) y De thematibus, y en un pasaje sobre el poeta cómico Alexis. Otro fragmento notable, el artículo Δύμη (Dyme), está en la Colección Coislin formada por Pierre Séguier, actualmente en la Biblioteca Nacional de Francia.
La primera edición moderna fue publicada en Venecia por la Imprenta Aldina en 1502. Augustus Meineke realizó una edición completa en 1849. Convencionalmente las referencias al texto se hacen según las páginas de esta edición. Una nueva edición revisada completa ha sido publicada en alemán por Margarethe Billerbeck 